# Eagles of Death Metal
Eagles of Death Metal (às vezes abreviado por EODM) é uma banda estadunidense de garage rock formado por Jesse Hughes e Josh Homme. Enquanto Hughes é o líder da banda, Josh é mais conhecido por ser líder da banda Queens of the Stone Age e de já ter tocado na banda cult de stoner rock, Kyuss.

## História

### Primeiros anos (1998-2003)
A banda foi formada em Palm Desert, Califórnia no ano de 1997. Sua primeira aparição foi na coletânea Desert Sessions Vol. 3 & 4 lançada naquele ano. Com o passar dos anos, Homme acabou se afastando da banda devido às suas obrigações com o Queens of the Stone Age.
- Hard rock
- rock de garagem[10]
- blues rock[11][12][13]
- rockabilly[14]
- desert rock[15]
- boogie rock[16][17][18]
- rock alternativo

### Peace, Love, Death Metal(2004-2005)
A banda finalmente lançou seu álbum de estréia em março de 2004: Peace, Love, Death Metal. O primeiro álbum teve canções aparecendo em comerciais televisivos e trailers de cinema. O primeiro single da banda, "I Only Want You" apareceu na trilha sonora do jogo Gran Turismo 4 para Playstation 2, bem como pela Microsoft, em publicidade para o lançamento do Windows 8.

### Death by Sexy(2006-2007)
Eagles of Death Metal voltou à ativa em 11 de Abril de 2006, com o lançamento de seu segundo álbum, Death by Sexy. Durante a metade de 2006, eles fizeram uma turnê, abrindo para o The Strokes nos Estados Unidos e outra com a cantora Peaches. Suas canções também apareceram comercialmente, incluindo "Don't Speak (I Came to Make a Bang!)", que apareceu no jogo Need for Speed: Carbon.

### Heart On(2008-2009)
Em 21 de Outubro de 2008, à frente do lançamento de seu terceiro álbum, eles realizaram um concerto ao vivo no Hollywood & Highland Virgin Megastore em Los Angeles para o lançamento do jogo Midnight Club: Los Angeles, que traz o single do terceiro álbum, "Wannabe in LA". Este também aparece no jogo Guitar Hero 5. O álbum, intitulado Heart On, foi lançado em 28 de Outubro de 2008 (4 de Novembro de 2008 no Canadá) e foi acompanhada de uma turnê norte-americana.

### Próximo álbum e novos planos (2010-2014)
Em 2010, o baixista Brian O'Connor foi diagnosticado com câncer e teve que passar por quimioterapia. Josh Homme, junto com Dave Grohl e John Paul Jones, anunciou um concerto na Brixton Academy em Londres para arrecadar dinheiro para o tratamento de O' Connor. Abby Travis está preenchendo o lugar de baixista enquanto Brian O'Connor se recupera.
Em setembro de 2011, Jesse Hughes lançou seu álbum de estréia, Hong Kong, sobre a alcunha de Boots Electric.
Em 6 de dezembro de 2012, Hughes tornou-se um ministro ordenado da Universal Life Church World Headquarters. Em 19 de outubro de 2013, Jesse postou um vídeo em sua conta oficial no Instagram, em que ele está em um estúdio de filmagem, trabalhando em um novo álbum para o Eagles of Death Metal.

### Zipper Down(2015-atualmente)
Em 2 de Outubro de 2015 a banda lançou seu quarto álbum de estúdio, Zipper Down, que tem sido muito elogiado pelos críticos musicais.
No dia 13 de novembro de 2015, a banda se apresentava na casa de shows Bataclan, em Paris, quando um ataque terrorista organizado pelo grupo Estado Islâmico do Iraque e do Levante, matou 89 pessoas que assistiam ao show. O ato foi executado por quatro terroristas que foram mortos pela polícia em um ataque coordenado a vários pontos de Paris, entre eles o Stade de France, local onde ocorria o amistoso entre as seleções da França e Alemanha.
O responsável pelo merchandising da banda, Nick Alexander, de 36 anos, morreu no ataque à sala de espetáculos. Após o ocorrido, a banda cancelou o restante da turnê que realizava pela Europa.

## Estilos e influências
A música do Eagles of Death Metal tem sido descrita como rock de garagem, blues rock, hard rock, rockabilly, rock alternativo, boogie rock, desert rock, punkabilly, punk de garagem, glam rock, rock and roll, swamp rock, and "rockabilly-metal". O som foi conhecido por conter elementos de bluegrass e funk, e também foi descrito como "uma mistura de punk, rockabilly e boogie ao estilo dos Rolling Stones".

## Integrantes

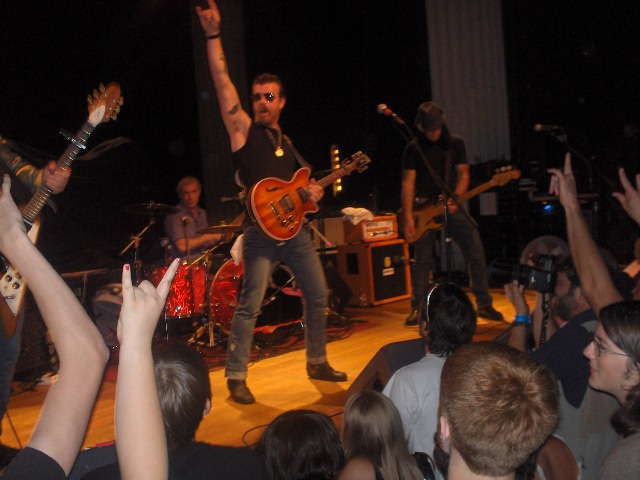
A banda se apresentando em Atlanta, Estados Unidos em 2006.

- Jesse Hughes - guitarra e vocal
- Dave Catching - guitarra
- Jorma Vik - Bateria
- Brian O'Connor - baixo
- Jennie Vee - Baixo
- Josh Homme - bateria

### Ex-integrantes
- Rick - guitarra
- Samantha Maloney - bateria
- Gene Trautmann - bateria

### Colaboradores
- Bryan Peterson
- Claude Coleman
- Shaun Trouty
- Joey Castillo
- Tim Van Hammel
- Brody Dalle
- Jack Black
- Taylor Hawkins
- Dave Grohl

## Discografia

### Álbuns de estúdio
- Peace, Love, Death Metal (2004)
- Death By Sexy (2006)
- Heart On (2008)
- Zipper Down (2015)
- Eagles of Death Metal Presents Boots Electric Performing the Best Songs We Never Wrote (2019)

### Ao vivo
- Live At Slims (2003)

### Coletâneas
- The Desert Sessions: Volumes 3 & 4 (1998)

### Singles
- "I Want You So Hard (Boy's Bad News)" (2006)